# 1980年大韓民国大統領選挙
1980年大韓民国大統領選挙（1980ねんだいかんみんこくだいとうりょうせんきょ、韓国語: 1980년 대한민국 대통령 선거）は、第11代大韓民国大統領を選出するため1980年8月27日に統一主体国民会議代議員により投票が行われた選挙である。

## 概要
1979年10月26日の朴正煕大統領暗殺後、粛軍クーデター、非常戒厳令拡大措置を経て政治の実権を掌握した全斗煥中央情報部部長代理（陸軍保安司令官と兼務）は1980年5月30日に大統領の諮問、補佐機関として発足した国家保衛非常対策委員会（以下、国保委）の常任委員長に就任した。　
全斗煥国保委常任委員長は8月5日、大将へ昇進した後同月22日に退役した。一方、崔圭夏大統領は8月16日に「この国における平和的な政権交代の模範を示すため、大統領を辞任する」旨の声明を発表し、突如大統領職を退いた。崔圭夏の辞任により、朴忠勲国務総理が権限代行となり、8月27日に奨忠体育館で行われた統一主体国民会議代議員による投票の結果、唯一の候補者である全斗煥国保委常任委員長を第11代大統領に選出した。
9月1日、第11代大統領就任式が行われ、全斗煥は正式に第11代大統領に就任し、翌2日には南悳祐（朴正煕政権時代にて財務長官や経済企画院長官など要職を歴任）を国務総理とする内閣を発足させた。

## 基礎データ
- 大統領任期：6年
- 選挙制度：統一主体国民会議代議員による間接選挙
- 立候補：統一主体国民会議代議員200人以上の推薦を得る必要あり
- 当選人決定：統一主体国民会議代議員の過半数の賛成で当選

## 選挙結果
|          | 数     |
| -------- | ------ |
| 選挙人数 | 2,540  |
| 投票者数 | 2,525  |
| 棄権者数 | 15     |
| 投票率   | 99.41% |

| 選挙人数 | 投票数 | 投票数 | 投票数 | 棄権数 | 当選者 | 当選者 | 当選者  |
| 選挙人数 | 計     | 有効票 | 無効票 | 棄権数 | 氏名   | 得票数 | 得票率  |
| -------- | ------ | ------ | ------ | ------ | ------ | ------ | ------- |
| 2,540    | 2,525  | 2,524  | 1      | 15     | 全斗煥 | 2,524  | 100.00% |

出典：<표 2-3> 간접선거로 치러진 역대 대통령선거의 선거인수 및 투표 상황（間接選挙として行われた歴代大統領選挙の選挙人数及び投票状況）、<표 2-4> 간접선거로 치러진 역대 대통령선거의 당선인 득표율（間接選挙として行われた歴代大統領選挙の当選人得票率）。『大韓民國選擧史』第4輯、56～57頁